# Nordiska pianofabriken
Nordiska pianofabriken var en pianofabrik som grundades 1921 av Emanuel Lager i Stockholm på David bagares gata. Fabriken flyttade 1926 sin verksamhet till Vetlanda. År 1952 byggdes de lokaler på Brogårdsgatan där verksamheten bedrevs fram till slutet 1988. Mellan 1926 och 1947 var Emanuel Lager (1876–1953) ägare och chef på fabriken. År 1980 blev Emanuels son Birger Lager och hans söner Kennet och Torbjörn ensamma ägare till Nordiska piano.
Fabriken hade kring 1980 över 120 anställda och tillverkade omkring 4 000 pianon om året. Fabriken såldes 1988 till Yingkou pianofabrik i Lainongprovinsen i folkrepubliken Kina. Köparen monterade ner hela anläggningen skruv för skruv och byggde upp den i Kina.